# Actias mariae
Actias mariae är en fjärilsart som beskrevs av Benjamin 1922. Actias mariae ingår i släktet månspinnare, och familjen påfågelspinnare. Inga underarter finns listade i Catalogue of Life.